# Thymelicus hamza
Thymelicus hamza ist ein Schmetterling aus der Familie der Dickkopffalter (Hesperiidae). 

## Merkmale
Die Vorderflügellänge beträgt elf bis 13 Millimeter. Gesamt betrachtet ähnelt der Falter dem Mattscheckigen Braun-Dickkopffalter. Die Oberseite ist leuchtend rotbraun. Die Vorderflügel sind in der Zelle und in ihrer Umgebung etwas heller und in der Postdiskalregion dunkler. Ebenfalls sind Duftschuppenstreifen zu sehen. Die Unterseite ist leuchtend gelbbraun mit einem grauen Bereich zwischen den Adern zwei und sieben auf den Hinterflügeln. Beim Weibchen ist die Oberseite in der Diskalregion ein wenig heller.

## Geographisches Vorkommen und Lebensraum
Thymelicus hamza ist in Nordafrika von Marokko über Algerien, Tunesien bis Libyen verbreitet. Der Falter ist an vegetationsreichen Graslandschaften, Felshängen und Schluchten von etwa 500 bis 2400 Meter anzutreffen. Die Art ist zwar weit verbreitet, kommt jedoch nur sehr lokal vor.

## Lebensweise
Die Falter fliegen von Mai bis Ende Juni in einer Generation.

## Systematik
Die Art wurde 1876 von Charles Oberthür unter dem Namen Hesperia hamza erstmals wissenschaftlich beschrieben. Die Typlokalität liegt bei Oran (Algerien). Die Art wird von manchen Autoren in zwei Unterarten untergliedert:
- Thymelicus hamza hamza, die Nominatunterart in Marokko, Algerien, Tunesien
- Thymelicus hamza novissima Turati, 1921, Libyen[4]